# Aaron Telitz
Aaron Telitz, né le 13 décembre 1991 à Rice Lake aux États-Unis, est un pilote de course automobile américain qui a participé à des épreuves de monoplaces dans des championnats tels que l'US F2000 National Championship, l'Indy Pro 2000 Championship et l'Indy Lights. Il participe depuis 2019 au WeatherTech SportsCar Championship dans la catégorie GTD (voitures de Grand tourisme).

## Palmarès

### Résultats aux24 Heures de Daytona
| Année | Écurie              | Copilotes                                            | Voiture        | Classe | Tours | Pos. | Class Pos. |
| ----- | ------------------- | ---------------------------------------------------- | -------------- | ------ | ----- | ---- | ---------- |
| 2019  | AIM Vasser-Sullivan | Frankie Montecalvo Townsend Bell Jeff Segal          | Lexus RC F GT3 | GTD    | 561   | 19e  | 3e         |
| 2021  | AIM Vasser-Sullivan | Frankie Montecalvo Townsend Bell Shane van Gisbergen | Lexus RC F GT3 | GTD    | 728   | 31e  | 12e        |
| 2020  | AIM Vasser-Sullivan | Oliver Gavin Jack Hawksworth Kyle Kirkwood           | Lexus RC F GT3 | GTD    | 641   | Abd. | Abd.       |

### Résultats enWeatherTech SportsCar Championship
| Année | Écurie              | Châssis        | Moteur              | Classe | 1      | 2      | 3     | 4      | 5     | 6     | 7     | 8     | 9           | 10     | 11     | 12    | 13  | Position | Points |
| ----- | ------------------- | -------------- | ------------------- | ------ | ------ | ------ | ----- | ------ | ----- | ----- | ----- | ----- | ----------- | ------ | ------ | ----- | --- | -------- | ------ |
| 2019  | AIM Vasser-Sullivan | Lexus RC F GT3 | Lexus 5,0 L V8 Atmo | GTD    | DAY 2  | SEB 9  | MOH   | BEL    | WGL 9 | MOS   | LIM   | ELK   | VIR         | LGA    | ATL 11 |       |     | 25e      | 96     |
| 2020  | AIM Vasser-Sullivan | Lexus RC F GT3 | Lexus 5,0 L V8 Atmo | GTD    | DAY 12 | DAY 1  | SEB 1 | ELK 3  | VIR 4 | ATL 5 | MOH 1 | CLT 8 | ATL 2       | LGA 11 | SEB 12 |       |     | 3e       | 267    |
| 2021  | AIM Vasser-Sullivan | Lexus RC F GT3 | Lexus 5,0 L V8 Atmo | GTD    | DAY 4  | DAY 16 | SEB 7 | MOH 13 | BEL 4 | WGL 6 | WGL 1 | LIM 3 | ELK """5""" | LGA 6  | LBH 4  | VIR 3 | ATL | 6e*      | 2480*  |

* Saison en cours.